# Duggan
Duggan är en stadsdel i Edmonton i Kanada.   Den ligger i provinsen Alberta, cirka 8 km söder om centrala Edmonton. Antalet invånare är 4 547.